# Gustavo Ángel Alba
Gustavo Ángel Alba (1 de mayo de 1968 en Fresnillo, Zacatecas, México) es un cantante y compositor mexicano conocido por ser la voz principal y guitarrista del grupo Los Temerarios. Es conocido como "el ángel del grupo".

## Biografía
Gustavo Ángel Alba nació el 1 de mayo de 1968 en Fresnillo, Zacatecas, México. 
En 1977 Gustavo junto con su hermano Adolfo y su primo Fernando deciden formar el grupo Conjunto La Brisa. Este grupo lo crearon cuando tenían entre 8 y 13 años, y no tuvo el éxito que deseaban pero ganaron a suficiente público con ayuda de su carisma y buena relación con el público como para continuar creciendo. En 1983, Gustavo junto con su hermano decidieron adoptar un nombre que generaría admiración, prestigio y respeto: Los Temerarios.
Gustavo a lado de su hermano Adolfo ha estado en el grupo desde su inicio, es primera voz y guitarrista, también talentoso como compositor; son de su autoría muchos de los grandes éxitos de Los Temerarios. Ha sido reconocido y premiado por sus letras e interpretaciones.

## Algunas canciones compuestas por Gustavo Ángel
- Acepta Mi Error
- Tu Infame Engaño
- He Intentado Tanto, Tanto
- Corazón de Otro
- Por Primera Vez
- Voy a Quererte Más
- Esa Mujer
- Sin Ti Moriria
- Me Empiezo a Enamorar
- Solo Te Quiero A Ti
- Estaba Solo
- Derrotado y Sin Cariño
- Creo Que Voy a Llorar
- Con Solo un Beso
- Cuando No Hay un Adiós
- No Te Puedo Olvidar
- Mi Viejo Amor

## Filmografía
- 1991: Lola La Trailera III - Los Temerarios
- 1993: Sueño y Realidad - Gustavo Ángel
- 1996: La Mujer de los Dos - Gustavo Ángel